# Вейшань-Ї-Хуейський автономний повіт
25°15′26″ пн. ш. 100°09′57″ сх. д. / 25.257116666667° пн. ш. 100.16578611111° сх. д.
Вейшань-Ї-Хуейський автономний повіт (кит. 巍山彝族回族自治县, пін. Wēishān Yízú Huízú Zìzhìxiàn) — один із повітів КНР у складі Далі-Байської автономної префектури, провінція Юньнань. Адміністративний центр — містечко Наньчжао.

## Географія
Вейшань-Ї-Хуейський автономний повіт лежить на висоті близько 1700 метрів над рівнем моря на заході Юньнань-Гуйчжоуського плато.

### Клімат
Повіт знаходиться у зоні, котра характеризується океанічним кліматом субтропічних нагір'їв. Найтепліший місяць — червень із середньою температурою 21,7 °C. Найхолодніший місяць — січень, із середньою температурою 8,5 °С.
| Клімат повіту Вейшань-Ї-Хуей | Клімат повіту Вейшань-Ї-Хуей | Клімат повіту Вейшань-Ї-Хуей | Клімат повіту Вейшань-Ї-Хуей | Клімат повіту Вейшань-Ї-Хуей | Клімат повіту Вейшань-Ї-Хуей | Клімат повіту Вейшань-Ї-Хуей | Клімат повіту Вейшань-Ї-Хуей | Клімат повіту Вейшань-Ї-Хуей | Клімат повіту Вейшань-Ї-Хуей | Клімат повіту Вейшань-Ї-Хуей | Клімат повіту Вейшань-Ї-Хуей | Клімат повіту Вейшань-Ї-Хуей | Клімат повіту Вейшань-Ї-Хуей |
| Показник                     | Січ.                         | Лют.                         | Бер.                         | Квіт.                        | Трав.                        | Черв.                        | Лип.                         | Серп.                        | Вер.                         | Жовт.                        | Лист.                        | Груд.                        | Рік                          |
| Середній максимум, °C        | 17,4                         | 18,9                         | 22,2                         | 25                           | 26,6                         | 26,5                         | 25,8                         | 26,2                         | 25,2                         | 23,4                         | 20,2                         | 17,7                         | 22,9                         |
| Середня температура, °C      | 8,5                          | 10,5                         | 13,5                         | 16,9                         | 20,1                         | 21,7                         | 21,2                         | 20,8                         | 19,4                         | 17                           | 12,4                         | 8,9                          | 15,9                         |
| Середній мінімум, °C         | 1,5                          | 3,1                          | 6,1                          | 10,1                         | 14,7                         | 18,2                         | 18,3                         | 17,5                         | 16                           | 13,1                         | 7,2                          | 2,8                          | 10,7                         |
| Норма опадів, мм             | 17.8                         | 21.7                         | 24.9                         | 27.6                         | 64.5                         | 119.2                        | 157.3                        | 145.9                        | 109.6                        | 86.2                         | 31.1                         | 9.8                          | 815.6                        |
| Вологість повітря, %         | 67                           | 62                           | 59                           | 59                           | 63                           | 73                           | 80                           | 83                           | 82                           | 79                           | 76                           | 73                           | 71.3                         |
| ---------------------------- | ---------------------------- | ---------------------------- | ---------------------------- | ---------------------------- | ---------------------------- | ---------------------------- | ---------------------------- | ---------------------------- | ---------------------------- | ---------------------------- | ---------------------------- | ---------------------------- | ---------------------------- |
| Джерело: data.cma.cn         |                              |                              |                              |                              |                              |                              |                              |                              |                              |                              |                              |                              |                              |